# Красносельское сельское поселение (Ульяновская область)
Красносе́льское се́льское поселе́ние — муниципальное образование в составе Новоспасского района Ульяновской области. Административный центр — посёлок Красносельск.

## Население
| 2010  | 2012  | 2013  | 2014  | 2015  | 2016  | 2017  |
| ----- | ----- | ----- | ----- | ----- | ----- | ----- |
| 3568  | ↘3498 | ↘3449 | ↘3387 | ↘3335 | ↘3301 | ↘3283 |
| 2018  | 2019  | 2020  | 2021  |       |       |       |
| ↘3263 | ↘3212 | ↘3202 | ↘2980 |       |       |       |

## Состав сельского поселения
В состав поселения входят 10 населённых пунктов: 4 села, 1 деревня, 4 посёлка и 1 станция.
| №  | Населённый пункт | Тип населённого пункта          | Население |
| -- | ---------------- | ------------------------------- | --------- |
| 1  | Бестужево        | посёлок                         | 84        |
| 2  | Васильевка       | село                            | 61        |
| 3  | Жихаревка        | деревня                         | 55        |
| 4  | Красносельск     | посёлок, административный центр | 773       |
| 5  | Красный          | посёлок                         | 444       |
| 6  | Крупозавод       | посёлок                         | 581       |
| 7  | Марьевка         | село                            | 36        |
| 8  | Матрунино        | село                            | 16        |
| 9  | Репьёвка         | село                            | 1069      |
| 10 | Репьёвка         | станция                         | 449       |